# Окуловское обнажение
Окуловское обнажение — геологическое обнажение на правом коренном склоне долины реки Оки рядом с устьем реки Кишмы в непосредственной близости от села Окулова Павловского района Нижегородской области. Является одним из стратотипов татарского яруса пермской системы. Высота горы порядка 180 метров над уровнем моря и 100 метров от уреза Оки, которая, приняв приток Кишму, направляет всю свою силу прямо в каменистую, почти отвесную скалу. Река активно подмывает правый берег, что обусловливает значительную активность здесь обвалов. Доказательством этого служат глыбы горных пород на бечевнике.

## История изучения
В конце XIX века ученик В. В. Докучаева В. П. Амалицкий описал Окуловское обнажение и выделил в нём четыре горизонта. В начале 70-х гг. XX века было предпринято новое описание данного разреза. В 1976 году горьковским геологом Г. И. Бломом в верхних песчаниковых слоях были найдены остатки раннетриасовых позвоночных (впервые на Нижней Оке, характеризующейся распространением пермских пород.

## Разрез обнажения
Снизу вверх.
- Нижнеустьинская свита уржумского горизонта верхней перми. Толща гипсоносных глин,алевролитов, песчаников с прослоями, содержащими караваеобразные стяжения крепких гипсовых песчаников и конгломератов с прослоями мергелей. На поверхностях плитчатости встречаются разные интересные текстуры: знаки волновой ряби, дожденых капель, жизнедеятельности организмов. Мощность — до 20 — 30 м. В отложениях нижнеустьинской свиты прослеживается маркирующий горизонт огипсованных песчаников, протягивающийся на значительное расстояние.
- Сухонская свита уржкмского горизонта верхней перми. Пачка глинисто-мергелистых пород с включениями палыгорскита. Мощность — 18 — 20 м.
- Котельничский горизонт. Состоит из трёх циклитов: (слободская, юрпаловская и путятинская свиты.)В каждом из них — на мощных (2-5 м) песчаниках залегают пчки глинисто-алевролитовых и мегелисто-глинистыхых пород. Венчается разрез горизонта слоями известняка путятинской свиты с мелкими гастроподами. Мощность — до 50 — 60 м.
- Вятский горизонт татарского яруса верхней перми. Тёмные тусклые красноцветные глины, алевролиты, пески и песчаники. Мощность — до 20 м.
- Нижнетриасовые мелкозернистые песчаники с мелкими костями наземных позвоночных. Мощность — 1 — 2 м.
- Четвертичные покровные лёссовидные светло-коричневые суглинки с известняковыми пористыми, иногда пустотелыми журавчиками. Мощность — 1 — 2 м.